# كيت كونستبل
كيت كونستبل (بالإنجليزية: Kate Constable)‏ (1966 في أستراليا)؛ روائية أسترالية.